# L'Aventurier du Kenya
Pour plus de détails, voir Fiche technique et Distribution.
L'Aventurier du Kenya (Mister Moses) est un film d'aventures américain réalisé par Ronald Neame et sorti en 1965.
Il s'agit d'une adaptation du roman éponyme de l'écrivain Brittanique Max Catto publié en 1961.

## Synopsis
Battu et expulsé par des villageois africains pour avoir essayé de les tromper, Joe Moses (Robert Mitchum), inconscient, dérive le long d'une rivière, où il est découvert par les indigènes d'un autre village. Cette tribu est poussée à déménager par l'officier du district (Ian Bannen), car leurs terres seront inondées par le déversement des eaux d'un barrage, mais ils refusent de quitter leurs maisons. Profondément chrétiens, les villageois comparent Joe Moses au vrai Moïse, car il a été découvert dans les roseaux, comme le bébé Moïse. Avec une jambe cassée et sans argent, Joe Moses est pris au piège dans le village.
Soigné par le missionnaire Rev. Anderson (Alexander Knox) et sa fille Julie (Carroll Baker), Moses impressionne les indigènes avec son spectacle de médecine. Il les étonne encore plus lorsqu'il découvre Emily, qu'il reconnaît comme un éléphant indien, dans le village. Moses fait en sorte qu'elle réponde aux ordres en hindoustani, une langue qu'il a apprise lors de son service militaire sur le théâtre Chine-Birmanie-Inde.
Le chef (Orlando Martins) accepte que son peuple se déplace, mais seulement s'il est conduit par Moïse. Le révérend Anderson et Julie font chanter Moïse en sachant qu'il a fait de la contrebande de diamants afin qu'il conduise le peuple vers la « Terre promise ». Un Africain instruit, Ubi (Raymond St. Jacques), voit clair dans les tours de passe-passe de Moïse. Ubi souhaite d'abord faire équipe avec Moïse pour escroquer d'autres Africains, mais il tente ensuite de voler la vedette à Moïse à l'aide d'un lance-flammes dissimulé, ce qui a des conséquences désastreuses inattendues pour Ubi.
Conduisant les villageois du haut de son éléphant, Moïse les emmène dans un voyage qui présente de nombreux parallèles avec le périple biblique, y compris un passage où il doit séparer les eaux en entrant dans le barrage.

## Fiche technique
- Titre français : L'Aventurier du Kenya[1]
- Titre original : Mister Moses[2]
- Réalisation : Ronald Neame
- Scénario : Charles Beaumont, Monja Danischewsky d'après Max Catto
- Photographie : Oswald Morris
- Montage : Philip W. Anderson
- Musique : John Barry
- Production : Frank Ross
- Studio de production : Talbot Productions, Belmont Productions, Frank Ross Productions
- Pays de production :  États-Unis
- Langue originale : anglais américain
- Format : couleurs par Technicolor - 2,35:1 - Son mono - 35 mm
- Genre : film d'aventures
- Durée : 117 minutes
- Dates de sortie :
  - France : 31 mars 1965
  - États-Unis : 12 mai 1965

## Distribution
- Robert Mitchum : Joe Moses
- Carroll Baker : Julie Anderson
- Ian Bannen : Robert
- Alexander Knox : Révérend Anderson
- Raymond St. Jacques : Ubi
- Orlando Martins : Capo
- Reginald Beckwith : Parkhurst

## Production
Le roman de Max Catto est publié en 1961. Les droits cinématographiques sont achetés cette année-là par Frank Ross pour 310 000 dollars. Ross a annoncé qu'il le réaliserait pour United Artists avec un budget de 6,5 millions de dollars. C'était la septième fois que Catto vendait un roman au cinéma.
Le film est tourné au Kenya, au lac Naivasha et dans le parc national d'Amboseli.

## Accueil critique
Le critique A. H. Weiler du New York Times n'a pas été impressionné, écrivant qu'il « met à rude épreuve la crédibilité et excite rarement le spectateur ».